# Phytomyza hyperborea
Phytomyza hyperborea este o specie de muște din genul Phytomyza, familia Agromyzidae, descrisă de Griffiths în anul 1972.
Este endemică în Alaska. Conform Catalogue of Life specia Phytomyza hyperborea nu are subspecii cunoscute.